# Amphoe Na Wang
Amphoe Na Wang (thailändisch อำเภอ นาวัง, Aussprache: ʔāmpʰɤ̄ː nāː wāŋ) ist ein Landkreis (Amphoe – Verwaltungs-Distrikt) im Westen der  Provinz Nong Bua Lamphu. Die Provinz Nong Bua Lamphu liegt im westlichen Teil der Nordostregion von Thailand, dem so genannten Isan.

## Geographie
Benachbarte Landkreise und Gebiete sind (von Osten im Uhrzeigersinn): die Amphoe Na Klang und Si Bun Rueang in der Provinz Nong Bua Lamphu sowie die Amphoe Erawan und  Na Duang der Provinz Loei.

## Geschichte
Amphoe Na Wang wurde am 30. April 1994 zunächst als ein „Zweigkreis“ (King Amphoe) eingerichtet, indem fünf Tambon vom Amphoe Na Klang abgetrennt wurden.
Am 11. Oktober 1997 bekam Na Wang seinen vollen Amphoe-Status.

## Kultur und Sehenswürdigkeiten
- Die Erawan-Höhle (Tham Erawan, ถ้ำเอราวัณ) – ursprünglich Namensgeber des Nachbar-Landkreises Erawan der Provinz Loei.

## Verwaltung

### Provinzverwaltung
Der Landkreis Na Wang ist in fünf Tambon („Unterbezirke“ oder „Gemeinden“) eingeteilt, die sich weiter in 51 Muban („Dörfer“) unterteilen.
| Nr. | Name         | Thai     | Muban | Einw. |
| --- | ------------ | -------- | ----- | ----- |
| 01. | Na Lao       | นาเหล่า   | 13    | 8.931 |
| 02. | Na Kae       | นาแก     | 10    | 7.964 |
| 03. | Wang Thong   | วังทอง    | 12    | 8.766 |
| 04. | Wang Pla Pom | วังปลาป้อม | 08    | 6.910 |
| 05. | Thep Khiri   | เทพคีรี    | 08    | 4.863 |

### Lokalverwaltung
Es gibt eine Kommune mit „Kleinstadt“-Status (Thesaban Tambon) im Landkreis:
- Na Lao (Thai: เทศบาลตำบลนาเหล่า) besteht aus Teilen der Tambon Na Lao und Thep Khiri.

Außerdem gibt es fünf „Tambon-Verwaltungsorganisationen“ (องค์การบริหารส่วนตำบล – Tambon Administrative Organizations, TAO):
- Na Lao (Thai: องค์การบริหารส่วนตำบลนาเหล่า)
- Na Kae (Thai: องค์การบริหารส่วนตำบลนาแก)
- Wang Thong (Thai: องค์การบริหารส่วนตำบลวังทอง)
- Wang Pla Pom (Thai: องค์การบริหารส่วนตำบลวังปลาป้อม)
- Thep Khiri (Thai: องค์การบริหารส่วนตำบลเทพคีรี)